# Ränneslöv
Ränneslöv est une localité de Suède située dans la commune de Laholm du comté de Halland. Elle couvre une superficie de 0,69 km2. En 2019, elle compte 441 habitants.